# Mesaspis juarezi
Mesaspis juarezi är en ödleart som beskrevs av  Karges och WRIGHT 1987. Mesaspis juarezi ingår i släktet Mesaspis och familjen kopparödlor. IUCN kategoriserar arten globalt som starkt hotad. Inga underarter finns listade i Catalogue of Life.